# سودش لهری
سودش لهری (به انگلیسی: Sudesh Lehri) بازیگر، استندآپ کمدین هندی است.
از فیلم‌هایی که وی در آن نقش داشته است می‌توان به آماده و شادکامی مطلق اشاره کرد.